# Wellington (Missouri)
Wellington és una població dels Estats Units a l'estat de Missouri. Segons el cens del 2000 tenia 784 habitants.

## Demografia
Segons el cens del 2000, Wellington tenia 784 habitants, 343 habitatges, i 218 famílies. La densitat de població era de 275,2 habitants per km².
Dels 343 habitatges en un 28% hi vivien nens de menys de 18 anys, en un 50,1% hi vivien parelles casades, en un 11,7% dones solteres, i en un 36,2% no eren unitats familiars. En el 32,7% dels habitatges hi vivien persones soles el 16% de les quals corresponia a persones de 65 anys o més que vivien soles. El nombre mitjà de persones vivint en cada habitatge era de 2,26 i el nombre mitjà de persones que vivien en cada família era de 2,85.
Per edats la població es repartia de la següent manera: un 23,1% tenia menys de 18 anys, un 7,9% entre 18 i 24, un 28,4% entre 25 i 44, un 23,1% de 45 a 60 i un 17,5% 65 anys o més.
L'edat mediana era de 39 anys. Per cada 100 dones de 18 o més anys hi havia 89,6 homes.
La renda mediana per habitatge era de 32.500 $ i la renda mediana per família de 41.071 $. Els homes tenien una renda mediana de 32.031 $ mentre que les dones 23.250 $. La renda per capita de la població era de 17.997 $. Entorn del 6% de les famílies i el 6,7% de la població estaven per davall del llindar de pobresa.

## Poblacions més properes
El següent diagrama mostra les poblacions més properes.